# قوس حدوة الحصان

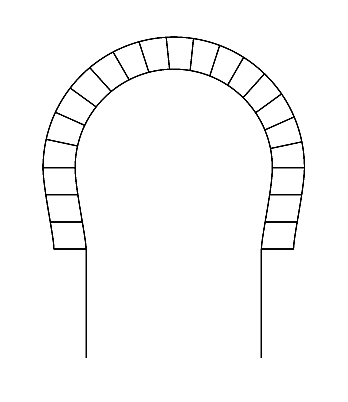
قوس حدوة الحصان

قوس حدوة الحصان، ويسمى أيضًا القوس المغربي وقوس ثقب المفتاح، هو القوس الرمزي للعمارة المغاربية. يمكن أن تتخذ أقواس حدوة الحصان شكل دائري أو مدبب أو مفصص.

## الوصف
في هذا النوع من الأقواس، يكون قطر القوس أعرض من الفراغ بين الأعمدة التي تدعمه. وبالتالي فإن الجزء الأكبر من القوس أعلى من القمم. في بعض الحالات، لا تتقارب المفاصل وحجر المفاتيح نحو مركز الدائرة ولكن باتجاه نقطة تقع في الأسفل.

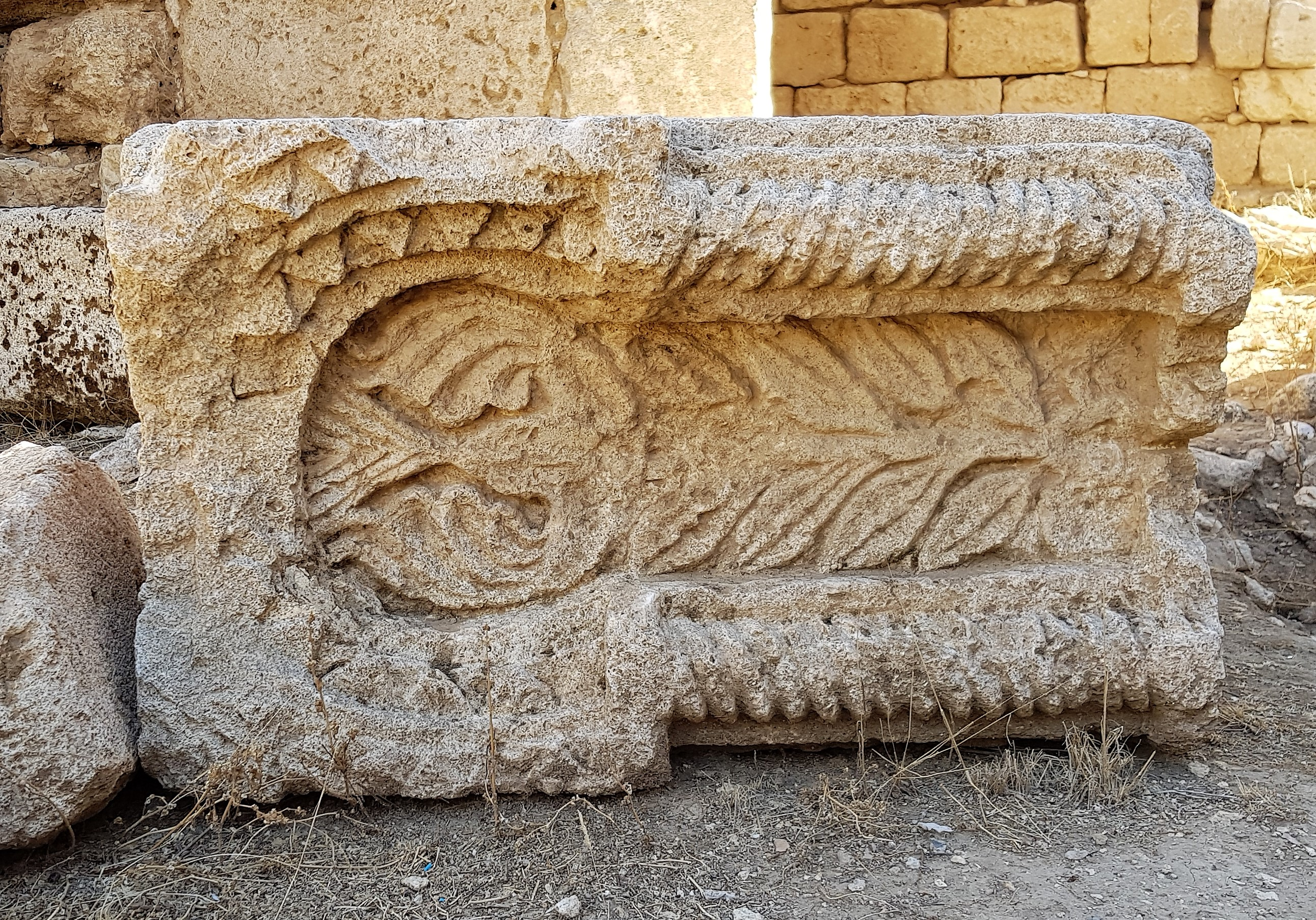
صورة توضح تفاصيل البناء في قصر القسطل، حيث يعتبر هذا القصر أحد أهم القلاع الصحراوية الأموية في الأردن،

## التاريخ
وهي معروفة من سوريا ما قبل الإسلام، حيث استخدم النموذج في القرن الرابع الميلادي في معمودية مار يعقوب (القديس يعقوب) في نصيبين وقصر ابن وردان (564 م). يجادل البعض أنه استخدم في وقت سابق في إيوان المدائن الساسانية في العراق. تبنته الخلافة الإسلامية على الفور، مع ظهور شكل منه في جامع عمرو بن العاص في القاهرة، الجامع الأموي في دمشق (706-715 م)، قصر الخير الغربي (727 م)، ويظهر في أفاريز في أنقاض قصر القسطل، وهو بارز للغاية في جميع أنحاء القصر الأموي في قلعة عمان بالأردن. حدوة الحصان والأقواس نصف الدائرية هي النوع السائد من القوس المستخدم في القلاع الصحراوية الأموية في الأردن وسوريا ولبنان. غير أن أقواس حدوة الحصان في إسبانيا وشمال إفريقيا طورت شكلها المميز. قبل الفتح الإسلامي للأندلس، استخدمها القوط الغربيون بشكل متقطع، على الرغم من أنها مسألة جدلية حول ما إذا كانت الأقواس في الكنائس الموجودة قبل مغاربية أم أعيد بناؤها بعد الفتح الإسلامي لشبه الجزيرة الإيبيرية. عُثر على بعض شواهد القبور من تلك الفترة في شمال إسبانيا مع أقواس حدوة فيها، مع تكهنات حول تقليد سلتيك المحلي قبل الروماني. أيضًا، يشير قوس كنيسة سانتا إيولاليا دي بوفيدا - وهو جزء من معبد روماني سابق في لوغو، إلى هذا الاتجاه.
استخدمها الأمويون بشكل بارز واستخدموها لإحاطتها في ألفيز لإبراز تأثير شكلها. يمكن رؤية هذا على نطاق واسع في عملهم الرئيسي، المسجد الكبير في قرطبة. ثم انتشر هذا النمط من قوس حدوة الحصان في جميع أنحاء الخلافة والمناطق المجاورة، وتم تبنيه من قبل الإمارات الإسلامية اللاحقة (ملوك الطوائف) في شبه الجزيرة (إنه يزين على سبيل المثال الباب الذي يتيح الوصول إلى مسجد الجعفرية في سرقسطة وكذلك أحد مداخل الغرفة الذهبية)، وكذلك من قبل الدولة المرابطية، الدولة الموحدية، ومملكة غرناطة، على الرغم من كما تم استخدام أقواس مفصصة ومستديرة ومدببة ومتعددة الوقود في ذلك الوقت. كما اعتمد المستعربون هذا النمط من القوس في هندستهم وفي المخطوطات المذهبة.
أُستخدمت أقواس حدوة الحصان أيضًا في المسجد الكبير بالقيروان (الجزء الباقي واقفًا هو محراب 862-863)، وفي مسجد ابن طولون في القاهرة (اكتمل 879)، وبشكل مدبب قليلاً، في المسجد محمد بن خيرون، تونس. استمر أسلوب فن مدجن، الذي تطور من القرن الثاني عشر إلى القرن السابع عشر، في تقليد أقواس حدوة الحصان في شبه الجزيرة الأيبيرية، والتي بدأها القوط الغربيون في القرن السابع.
بالإضافة إلى استخدامها في جميع أنحاء العالم الإسلامي، أصبحت أقواس حدوة الحصان شائعة في الدول الغربية في وقت النهضة المغاربية. كانت تستخدم على نطاق واسع في المعابد المغاربية إحياء. ظهرت أقواس حدوة الحصان لأول مرة في العمارة الهندية الإسلامية في عام 1311 في بوابة Alai Darwaza في مجمع قطب في دلهي، على الرغم من أنها لم تكن سمة ثابتة في الهند. يتم استخدامها في بعض أشكال العمارة الهندية الساراكينوسية، وهو أسلوب من القرن التاسع عشر مرتبط بالراج البريطاني.

## معرض الصور

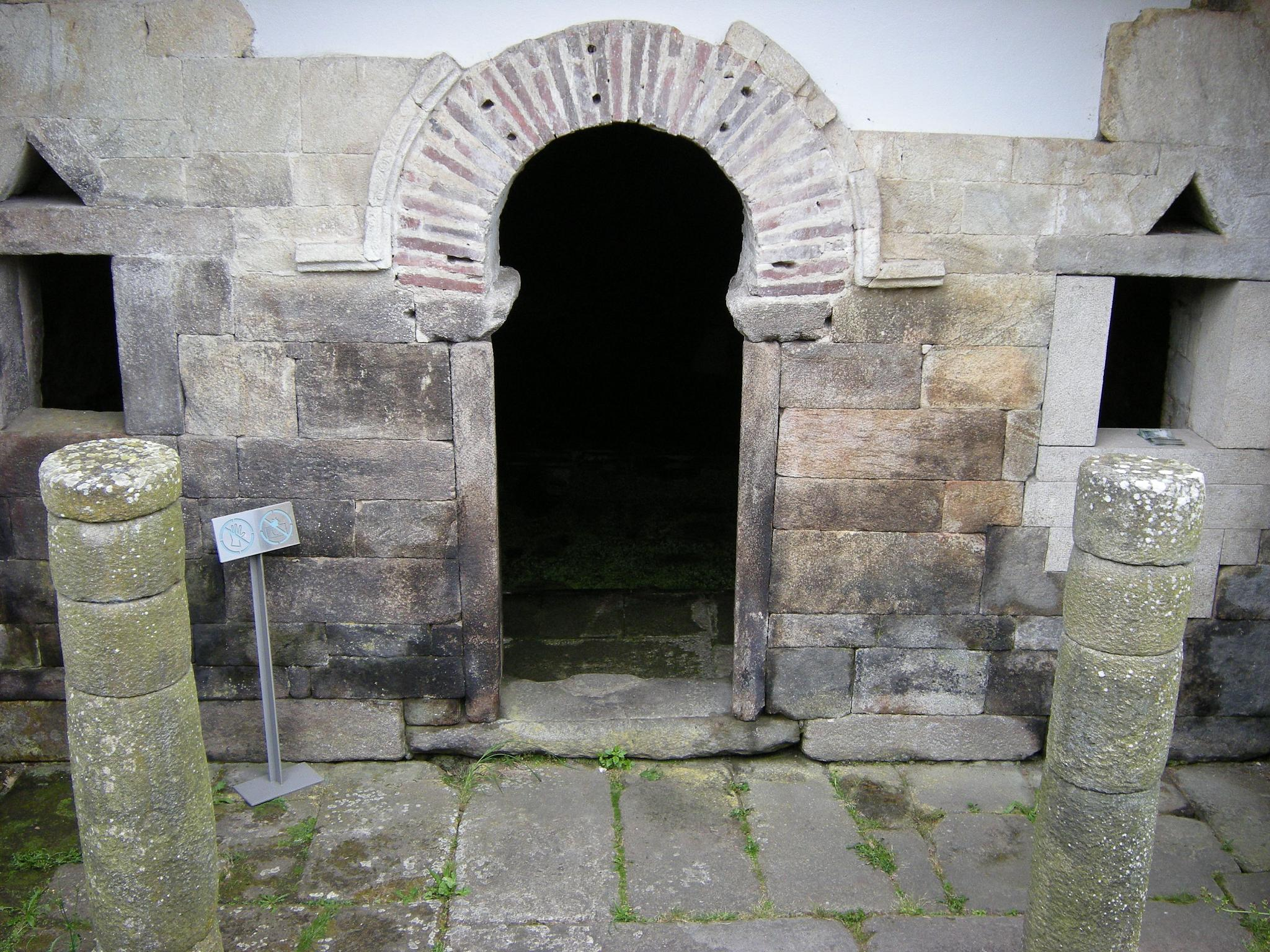
سانتا إيولاليا دي بوفيدا، لوغو (القرن الثاني الميلادي)
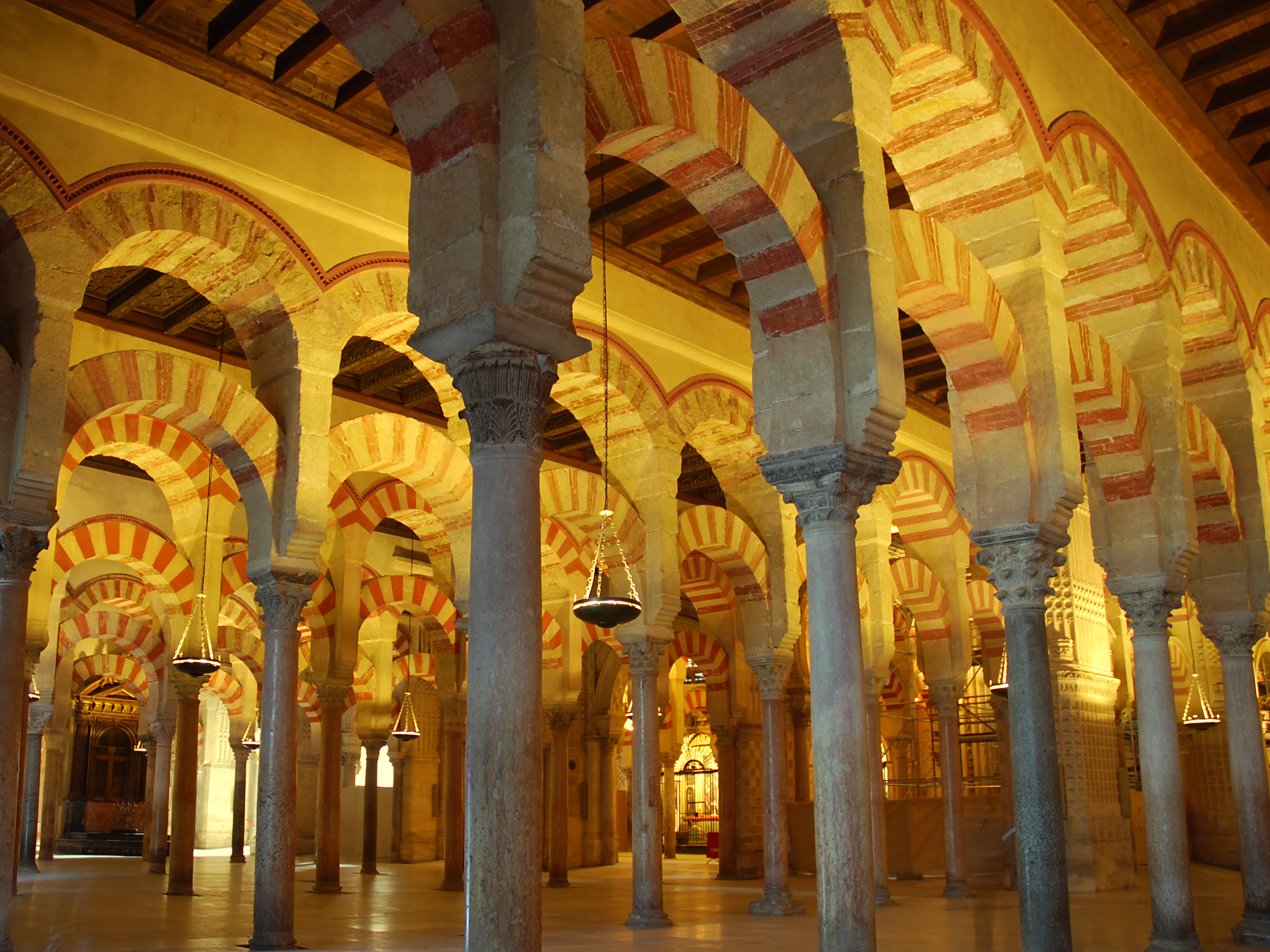
قاعة الصلاة بالمسجد - كاتدرائية قرطبة، إسبانيا
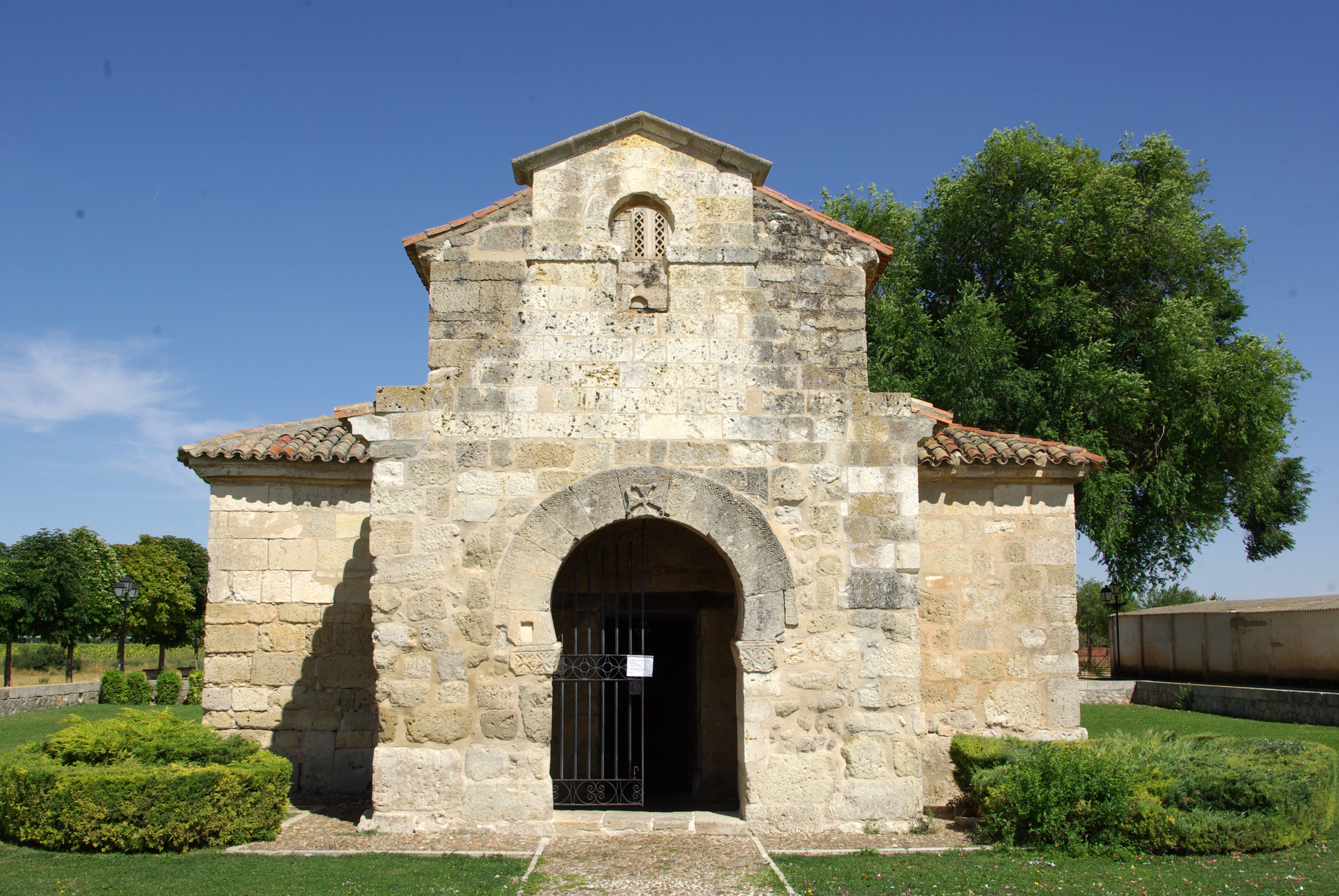
كنيسة سان خوان دي بانوس في إسبانيا، العمارة الموزارية، القرن العاشر
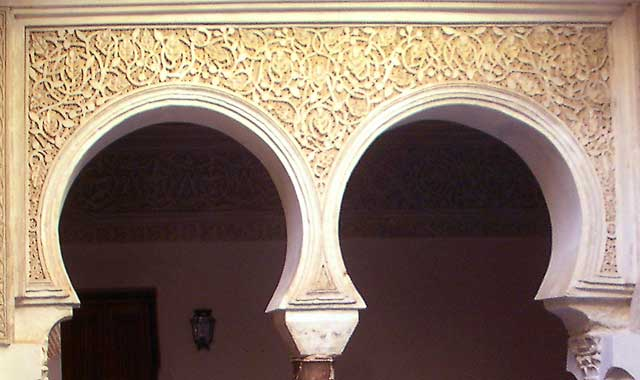
الفناء العربي، الدير الملكي في سانتا كلارا، تورديسيلاس
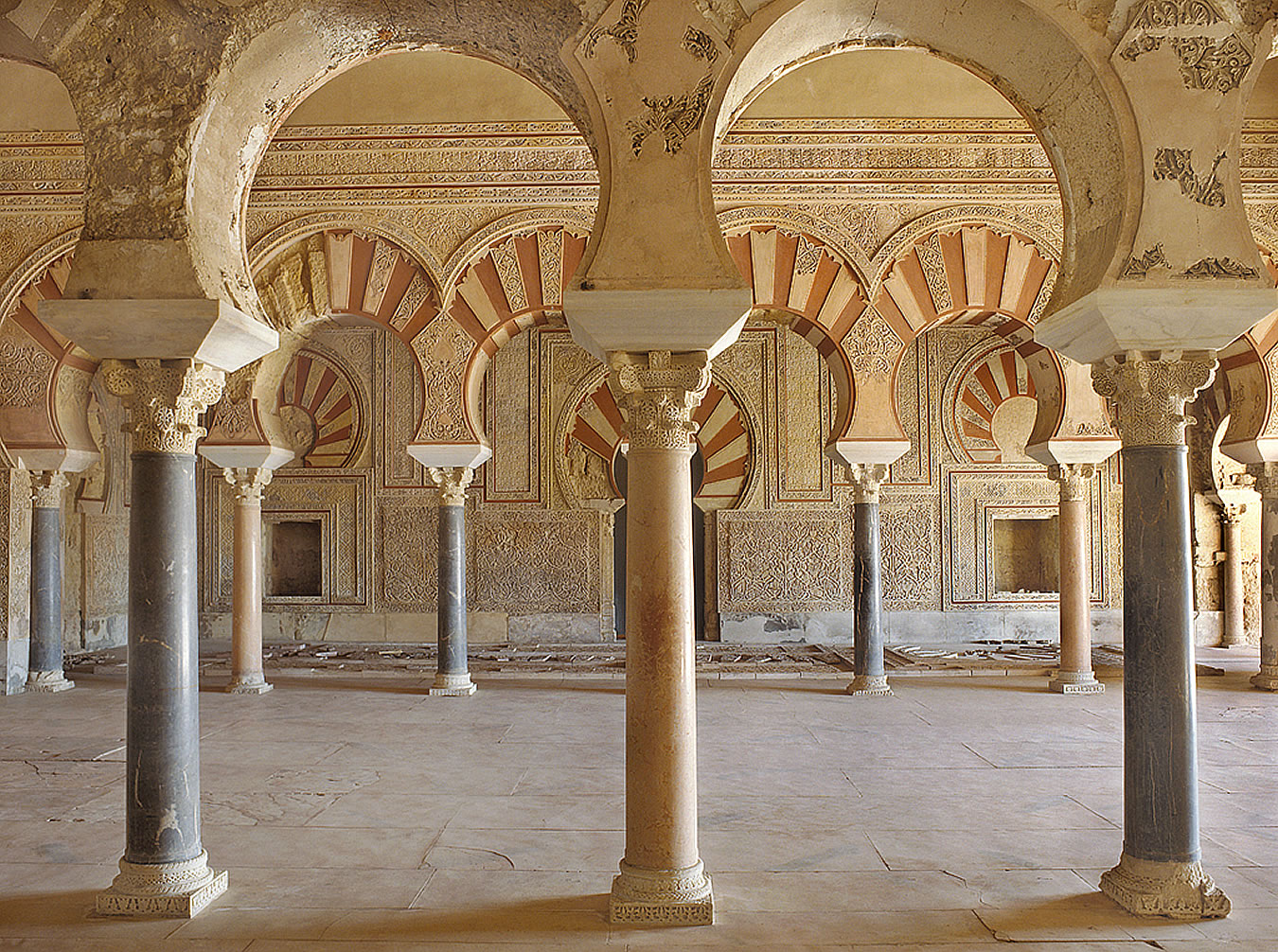
داخل قاعة الاستقبال لعبد الرحمن الثالث، المدينة الزهراء
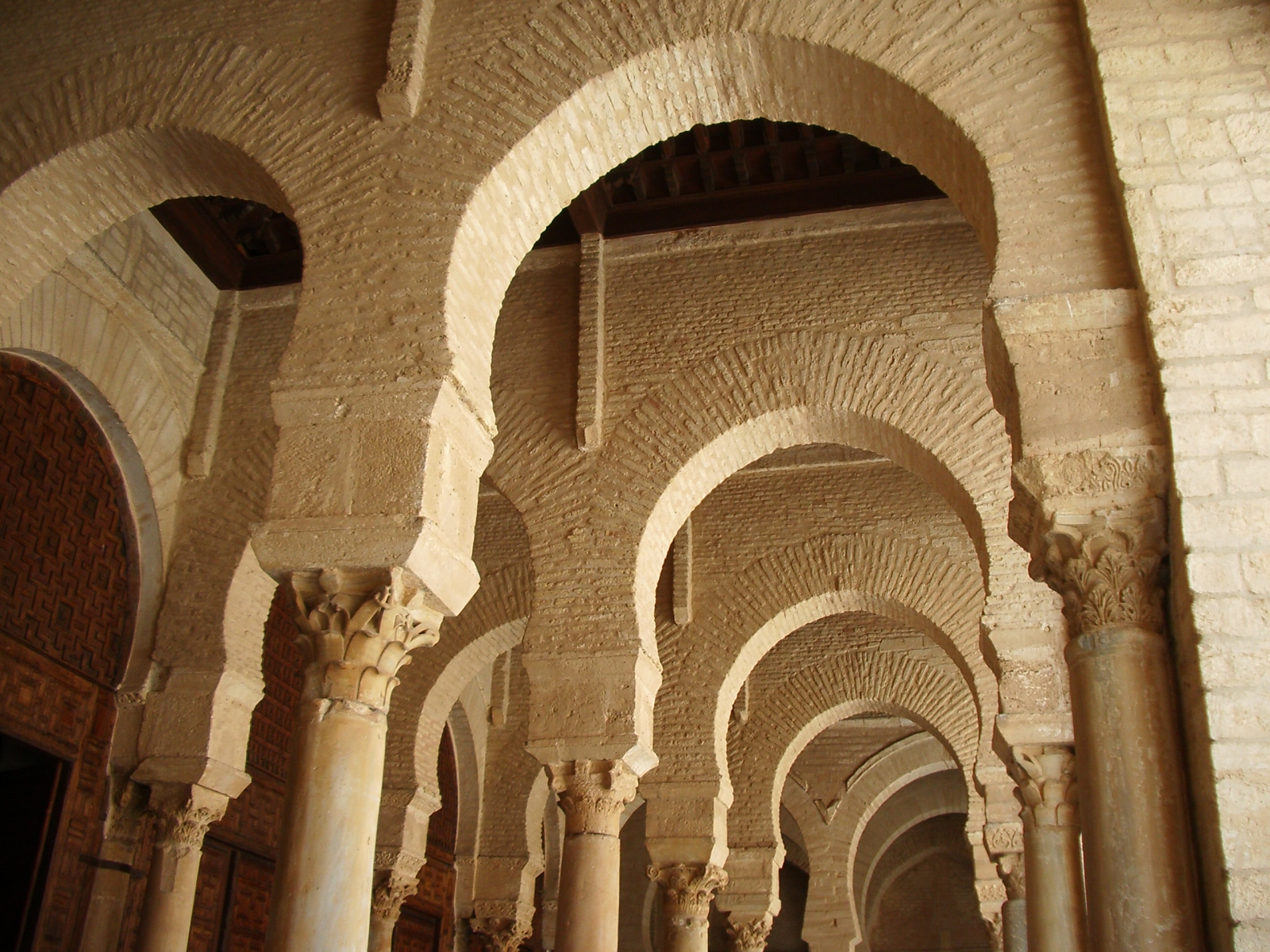
أقواس حدوة الحصان داخل جامع عقبة، في القيروان، تونس
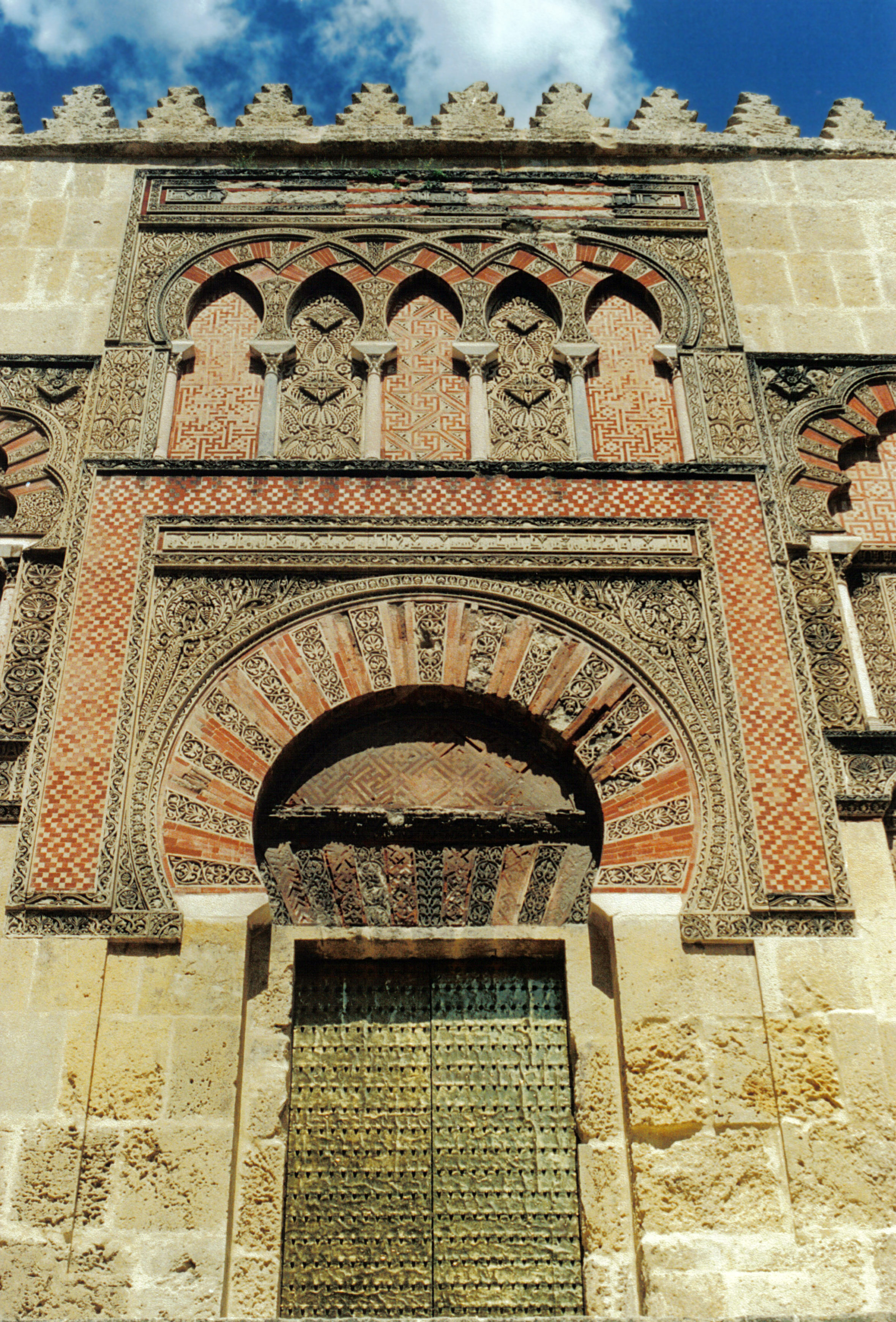
قوس حدوة الحصان يزين أحد أبواب المسجد الكبير في قرطبة .
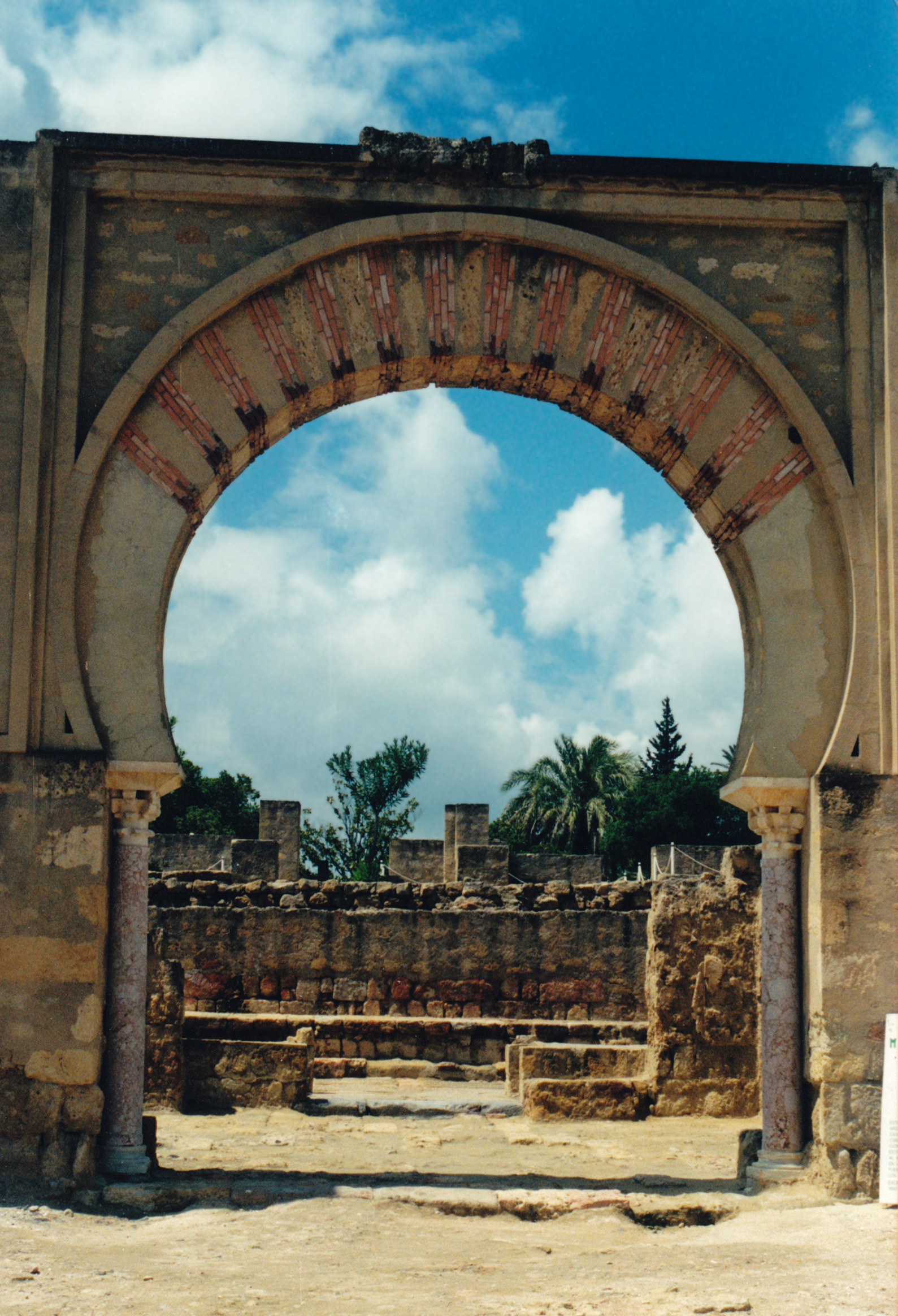
باب السدة - مدينة الزهراء - قرطبة- الأندلس
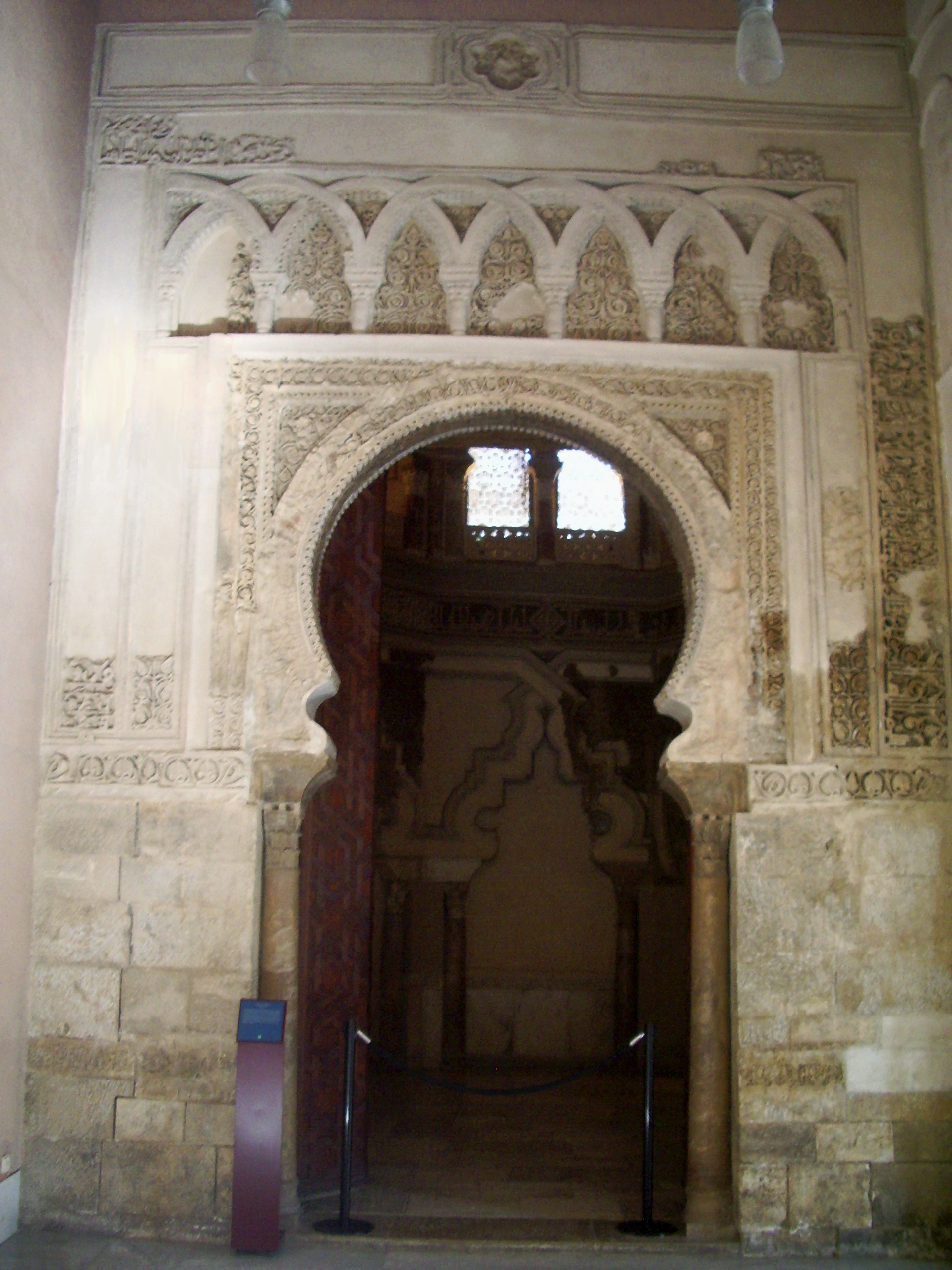
باب الوصول إلى مسجد الجعفرية. عهد ملوك الطوائف